# Гирбеу (комуна)
Гирбеу (рум. Gârbău) — комуна у повіті Клуж в Румунії. До складу комуни входять такі села (дані про населення за 2002 рік):
- Віштя (819 осіб)
- Гирбеу (736 осіб)
- Корнешть (162 особи)
- Недешелу (351 особа)
- Туря (580 осіб)

Комуна розташована на відстані 341 км на північний захід від Бухареста, 19 км на захід від Клуж-Напоки.

## Населення
За даними перепису населення 2002 року у комуні проживали 2648 осіб.
Національний склад населення комуни:
| Національність | Кількість осіб | Відсоток |
| -------------- | -------------- | -------- |
| румуни         | 1393           | 52,6%    |
| угорці         | 1198           | 45,2%    |
| цигани         | 57             | 2,2%     |

Рідною мовою назвали:
| Мова      | Кількість осіб | Відсоток |
| --------- | -------------- | -------- |
| румунська | 1400           | 52,9%    |
| угорська  | 1197           | 45,2%    |
| циганська | 51             | 1,9%     |

Склад населення комуни за віросповіданням:
| Релігія                                       | Кількість осіб | Відсоток |
| --------------------------------------------- | -------------- | -------- |
| православні                                   | 1315           | 49,7%    |
| реформати                                     | 1144           | 43,2%    |
| греко-католики                                | 74             | 2,8%     |
| баптисти                                      | 51             | 1,9%     |
| адвентисти                                    | 28             | 1,1%     |
| римо-католики                                 | 20             | 0,8%     |
| бретрени                                      | 6              | 0,2%     |
| унітарії                                      | 4              | 0,2%     |
| п'ятдесятники                                 | 2              | 0,1%     |
| лютерани (Синодально-пресвітеріанська церква) | 1              | < 0,1%   |